# Faktion
Eine Faktion (nicht zu verwechseln mit Fraktion) ist eine Untergruppe einer Partei oder einer anderen im weitesten Sinne politisch tätigen Organisation, z. B. einer Gewerkschaft oder des Militärs. Faktionen zeichnen sich oft durch formellere Organisationsstrukturen als beispielsweise Parteiflügel und eine starke Ausrichtung auf eine Führungsfigur aus. Faktionalismus kennzeichnet beispielsweise eine Reihe von Parteien in Asien und Afrika oder historisch die Militärs in Japan (Kōdō-ha und Tōsei-ha) vor dem Zweiten Weltkrieg und in Thailand während der Militärregierung der Nachkriegszeit. Aber auch die Strömungen innerhalb der Volksparteien in den Vereinigten Staaten oder in Australien werden gelegentlich als Faktionen bezeichnet.
Ein prominentes Beispiel sind die großen japanischen Parteien. Insbesondere die LDP vereinigt eine Vielzahl politischer Strömungen, die jeweils einzelne Faktionen (jap. 派閥, habatsu) bilden. Größe und Einfluss der einzelnen Faktionen sind einem ständigen Wandel unterworfen. Die Zugehörigkeit zu den verschiedenen Faktionen ist ein wichtiger Faktor bei der Regierungsbildung.
Der ständige Konkurrenzkampf unter den Faktionen wird einerseits als festigende Kraft für die Integrität der Parteien angesehen, andererseits wird ihnen auch eine destabilisierende Wirkung auf die Regierung zugesprochen. Ein Anhalt für Letzteres ist, dass bisher fast alle Premierminister Japans das Parlament auflösten, obwohl ihre eigene Partei die Regierungsmehrheit stellte.